# An Giang
An Giang ist eine  Provinz von Vietnam. Sie liegt im Südwesten des Landes und grenzt im Nordwesten an Kambodscha.

## Geographie
Die Provinz An Giang liegt im oberen Teil der Region Mekongdelta. Die beiden Arme des Mekongs, der Hau Giang und der Tien Giang beherrschen die Landschaft in der Provinz. Mit Ausnahme vom Westen ist die ganzen Region Flachland. Außerdem ist die Provinz reich an Flüssen. Dies begünstigt den Anbau von Reis.

## Bezirke
An Giang gliedert sich in elf Bezirke:
- 8 Landkreise (huyện): An Phú, Châu Phú, Châu Thành, Chợ Mới, Phú Tân, Thoại Sơn, Tinh Bien und Tri Ton
- 1 Stadt auf Bezirksebene (thị xã): Tân Châu
- 2 Provinzstädte (Thành phố trực thuộc tỉnh): Long Xuyên (Hauptstadt) und Châu Đốc